# Локумба
Локумба (исп. Locumba, кечуа Lukumpa) — город на юге Перу. Административный центр провинции Хорхе-Басадре в регионе Такна. Кроме того, является центром одноимённого района. Население по данным переписи 2005 года составляет 641 человек; данные на 2011 год говорят о населении 694 человека.